# Farní sbor Českobratrské církve evangelické v Silůvkách u Brna
Farní sbor Českobratrské církve evangelické v Silůvkách u Brna je sbor Českobratrské církve evangelické v Silůvkách v okrese Brno-venkov. Sbor spadá pod brněnský seniorát a působí v silůveckém kostele.
Sbor administruje farář David Sedláček, kurátorkou je Andrea Kačírková.

## Historie
K Českobratrské církvi evangelické se první obyvatelé Silůvek, včetně místního starosty Františka Rapoucha, přihlásili po přednášce nosislavského faráře Františka Pokory v roce 1919, tedy v rámci tzv. přestupového hnutí. Územně patřili ke sboru v Brně, někteří na bohoslužby dojížděli do brněnského Betlémského kostela, v Silůvkách se první shromáždění konala v bytě Františka Cesara či pod širým nebem v místě dnešního kostela a po postavení sokolovny několik let tam. V roce 1921 vznikla v Silůvkách kazatelská stanice brněnského sboru s 58 členy v čele s Františkem Urbanem. V roce 1929 zahájila stavbu kostela, který byl slavnostně otevřen 10. srpna 1930 za přítomnosti synodního seniora Josefa Součka a brněnského faráře Václava Pokorného. Kazatelská stanice se tím dost zadlužila, přesto ještě v letech 1935–1938 zvládla postavit vedle kostela faru. Od roku 1935 v Silůvkách působil první místní duchovní, diakon Josef Procházka. 
Od 1. září 1942 byla kazatelská stanice povýšena na filiální sbor a byla k němu přefařena kazatelská stanice brněnského sboru v Ivančicích, založená v roce 1920. Sbor spravoval také stanici v Rosicích, která k němu byla oficiálně přefařena v roce 1959, ta během totality ale zanikla. Za druhé světové války se silůvecký diakon staral také o kazatelskou stanici v Bohuticích, která patřila pod sbor v Miroslavi, Miroslav ale byla v německém záboru a sbor tak po dobu války fakticky neexistoval. Po odchodu Josefa Procházky v roce 1947 na faře tři roky bydlel vojenský duchovní působící v Brně Pavel Janeczek, který zde vypomáhal a poté se na necelý rok stal silůveckým vikářem. V roce 1951 nastoupil vikář Vladimír Míčan. Od 1. května 1956 se Silůvky staly farním sborem.
Od roku 1957 v Silůvkách sloužil Jiří Staněk, který zasáhl i do veřejného dění, když např. kritizoval neúnosné sociální podmínky místních železničářů. Ke konci roku 1961 mu byl odňat státní souhlas k výkonu duchovenské činnosti a poté pracoval jako obsluha vrtné soupravy a později jako vychovatel v Ořechově. Až do roku 1966, kdy mohl odejít sloužit do sboru v Prusinovicích, ale zůstal bydlet na silůvecké faře a ve sboru vypomáhal alespoň jako laik (ordinovaný presbyter). Poté se místo něj na faru nastěhoval a ve sboru vypomáhal Oldřich Videman, farář v důchodu, a po něm ve sboru od roku 1969 sloužil Zdeněk Navrátil, který zde působil po celou normalizaci až do roku 1993 (koncem roku 1985 odešel do důchodu a přestěhoval se do svého domu v Hustopečích, v práci však pokračoval a do Silůvek dojížděl). Od roku 1980 v Silůvkách také působil laický kazatel Dušan Lacko. V letech 1970–1971 byla provedena generální oprava kostela.
V roce 1993 se na faru přistěhovali Martina a Petr Kadlecovi jako kostelníci. Martina Kadlecová studovala dálkově teologii, roční vikariát absolvovala v dojezdové vzdálenosti v Brně-Husovicích u Štěpána Hájka a v roce 2007 se stala farářkou silůveckého sboru. Během 14 let uprázdnění byl sbor administrován ze sboru Brno I. V letech 2007–2013 byl sbor tzv. podporovaným místem, tj. sbor nemusel platit celou částku personálního fondu určenou pro dotování platu farářky, v letech 2008–2015 proběhla rekonstrukce fary v ceně jednoho milionu Kč. Od roku 2010 pracovala místní farářka Kadlecová pro spolek Logos. V roce 2021 Martina Kadlecová odešla do Sněžného a místo ní přišla do Silůvek nová farářka Erika Petříčková. Po odchodu farářky Petříčkové na sbor v Hrubé Vrbce a Velké nad Veličkou administroval od září do prosince 2024 silůvecký sbor farář David Sedláček z Miroslavi.
Od roku 2017 byl kurátorem sboru Petr Matuška ze Silůvek, který byl v roce 2015 ordinován jako výpomocný kazatel. V roce 2023 jej nahradila Andrea Kačírková.
Sbor působí i v kazatelské stanici v Ivančicích, kde se schází k bohoslužbám v modlitebně Církve adventistů sedmého dne a spolupracuje s místní městskou kulturní komisí.

## Faráři sboru
- Josef Procházka (1896–1974): 1. 2. 1935 – 30. 9. 1947 (nejprve jako diakon, od 1. 6. 1946 pak vikář)
- Pavel Janeczek (1911–1985): 1. 11. 1949 – 31. 8. 1950
- Vladimír Míčan (1891–1973): 1. 10. 1951 – 30. 6. 1957
- Jiří Staněk (1922–2013): 1. 10. 1957 – 31. 12. 1961
- Zdeněk Navrátil (1923–2009): 1. 4. 1969 – 30. 6. 1993
- Martina Kadlecová (* 1964): 1. 9. 2007 – 31. 8. 2021
- Erika Petříčková (* 1973): 1. 9. 2021 – 31. 8. 2024
- Martin Horák (* 1965): od 1. 1. 2025

V letech 1993–1996 sbor administroval Pavel Kalus, poté do roku 2007 Olga Tydlitátová, oba ze sboru Brno I. Od září do prosince 2024 sbor administroval David Sedláček z Miroslavi.

## Kurátoři sboru
- Václav Smutný (1942–kolem roku 1971)
- Milan Krutiš (kolem roku 1971–1975)
- Pavel Kadlec (1975–1979)
- Jolana Palmašiová (1979–1989)
- Marie Cesarová?
- Pavel Kadlec ml. (* 1960): do 18. 7. 2007
- Dušan Lacko (* 1948): 19. 7. 2007 – 17. 5. 2017
- Petr Matuška (* 1965): 18. 5. 2017 – 1. 10. 2023
- Andrea Kačírková (* 1976): od 2. 10. 2023